# Klepu (Kranggan)
Klepu is een bestuurslaag in het regentschap Temanggung van de provincie Midden-Java, Indonesië. Klepu telt 2611 inwoners (volkstelling 2010).